# دولة فنزويلا
كانت دولة فنزويلا الاسم الرسمي لفنزويلا الذي تم تبنيه بموجب دستور عام 1830، أثناء حكومة خوسيه أنطونيو بايث. تم الحفاظ على الاسم حتى عام 1856 عندما غير الدستور في ذلك العام الاسم الرسمي للبلاد إلى جمهورية فنزويلا. في دستور عام 1864، تأسست الولايات المتحدة الفنزويلية.

## التاريخ

### حكومة بايث

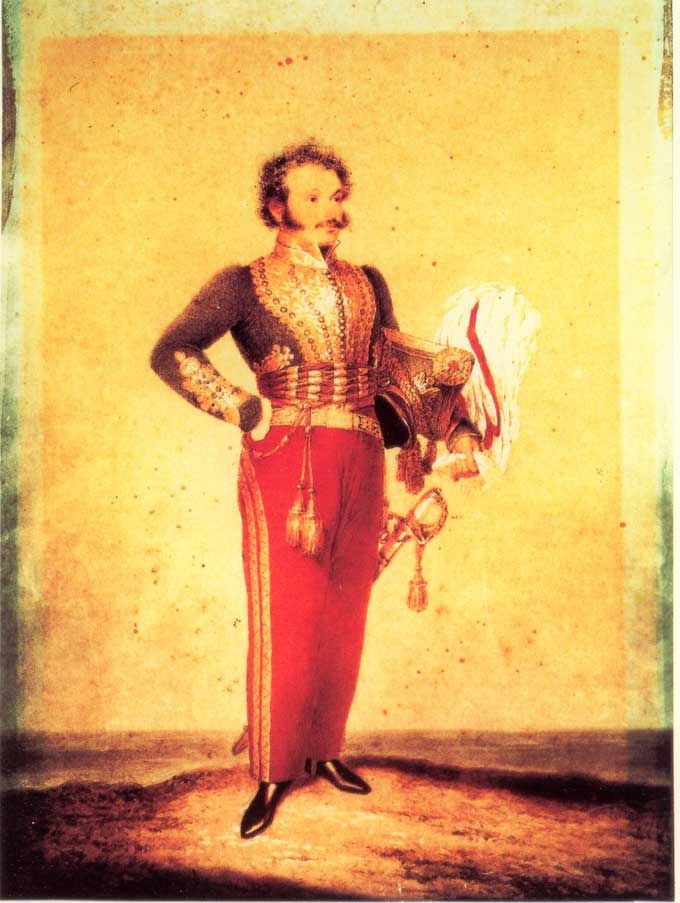
بايث في عام 1828، قبل وقت قصير من صعوده إلى السلطة

حكم بايث إما كرئيس أو كرئيس من خلف العرش من 1830 إلى 1846؛ وبعد ذلك، من 1860 إلى 1863، كديكتاتور. وبصفته قائدًا عسكريًا بارزًا في حرب الاستقلال وزميلًا لبوليفار، كان لدى بايث مطالبة قوية بالرئاسة، خاصة وأن أصول الأوليغارشية البيضاء في كاراكاس دعمته بحماس، مع أن أصوله من الباردو.
ومع أن دستور 1830 نص على الديمقراطية والتقاليد والصعوبات العملية التي حالت ضد العمل الفعلي لشكل حكومي جمهوري، لكن، في الممارسة العملية، حكمت الأوليغارشية الأمة.
خلال سنته الأولى في منصبه، أنشأ بايث مكتبًا للعلاقات الخارجية مكونًا من ثلاثة أفراد داخل وزارة المالية. لم يكن لديه سوى فرصة ضئيلة للتعامل مع الدبلوماسية المتعلقة بالحرب بين فنزويلا والدول الأخرى، لأن فنزويلا لديها قوات عسكرية صغيرة فقط وكانت وظيفتهم الأساسية حماية الرئاسة من التهديدات الداخلية والحفاظ على النظام. (ظل هذا الدور الأساسي للجيش الفنزويلي حتى الوقت الحاضر) تعاملت وزارة الخارجية في الغالب مع الصعوبات التي تنطوي على مواطنين أجانب يقومون بأعمال تجارية في فنزويلا: خاصة خروق العقد، والأضرار التي لحقت بالأشخاص والممتلكات أثناء النزاعات الأهلية، وأعمال القمع مثل سجن الأجانب بشكل غير قانوني.
أصبح الدكتور خوسيه ماريا فارغاس، مثل بايث العضو بحزب المحافظين، رئيسًا في فبراير 1835. وكمدني، فقد حصل على دعم بعض الذين أرادوا بديلًا للمحاربين القدامى في حرب الاستقلال الذين هيمنوا على السياسة الفنزويلية. في يوليو 1835، أزالت ثورة الإصلاحات، بقيادة خوسيه تاديو موناغاس، فارغاس، لكنه عاد إلى السلطة عندما هزم بايث المتمردين. لقد استقال بشكل دائم في أبريل 1836.
كان موناغاس، زعيم التمرد، قد خدم كجنرال مميز في حرب الاستقلال. ومع هزيمته، إلا أنه عانى من عواقب قليلة لأنه كان له قاعدته في يانوس الشرقية، وهي منطقة لا يملك فيها بايث سيطرة فعالة. إلى جانب ذلك، كان لدى موناغاس قدر حق بايث في كونه من «محرري» فنزويلا، وكان لديه أوراق اعتماد إضافية لأنه أظهر، على عكس بايث الذي أدار ظهره كولومبيا الكبرى البوليفارية، من حيث المبدأ على الأقل، ولائه لها حتى كان تفككها غير قابل للعلاج.

### حكومة موناجاس

علم فنزويلا (1836-1859)، بعد رئاسة بايث.

أصبح الجنرال حرب كارلوس سوبليت، وهو محافظ، رئيسًا في العام 1837. لقد خلفه بايث في عام 1839، لكن سوبليت تولى مقاليد بايث مرة أخرى في عام 1843، وحكم حتى عام 1847.

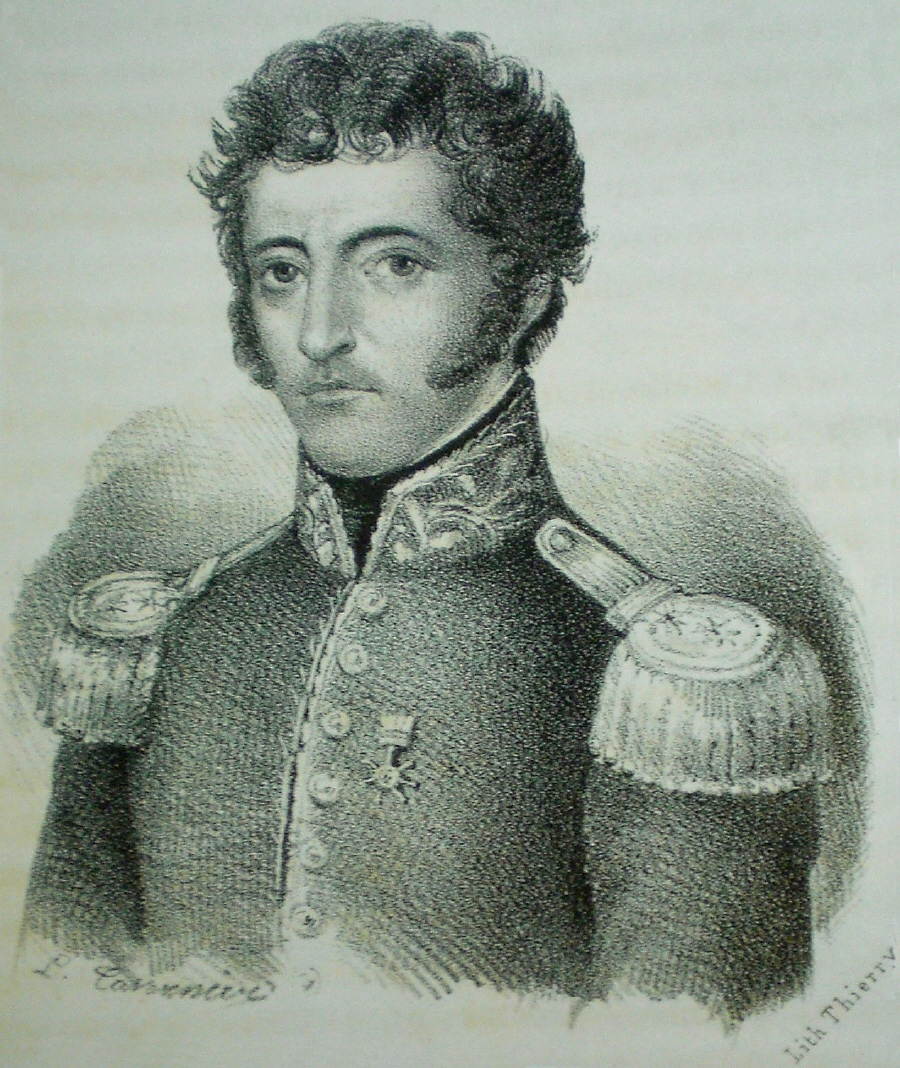
خوسيه تاديو موناغاس عام 1841.

أثبت سوبليت صدقه لكنه كان رئيسًا باهتًا، من بعض النواحي كان إحباطًا لبايث، ولم يتمكن من منع «انتخاب» موناغاس للرئاسة في عام 1847. من الحكمة المقبولة أن تكون جميع «الانتخابات» المذكورة في القرن التاسع عشر الفنزويلي مزورة أو غير موجودة، لكن هذا ليس دقيقًا تمامًا. كانت هناك انتخابات، لكنها أجريت على مستوى البلديات وبالطبع لم يكن للباردو حق التصويت. هذا التقليد في الانتخابات غير المباشرة من خلال المجالس المحلية سيستمر في فنزويلا حتى عام 1945.
وبينما كان رئيسًا، انشق مونغاس مع حزب المحافظين. وفي عام 1848، اعتدى أنصاره على البرلمان وفرض الحكم الشخصي وأرسل بايث إلى المنفى. لقد فاز شقيقه الأصغر، خوسيه غريغوريو موناغاس، في الانتخابات كرئيس للفترة 1851–1855 وحكم أيضًا بطريقة ديكتاتورية. عاد خوسيه تاديو كرئيس في عام 1855 لكنه استقال في مارس 1858 في مواجهة تمرد في فالنسيا بقيادة جوليان كاسترو وشمل أعضاء النخبة من كل من حزب المحافظين والحزب الليبرالي.
حكم الشقيقان مثل الليبراليين. ألغى خوسيه غريغوريو العبودية في عام 1854، وألغى خوسيه تادو عقوبة الإعدام.
أنتجت يانوس الشرقية العديد من أمراء الحرب لأن اقتصادها كان مفتوحًا للتجارة الدولية وكانت الصادرات من تلك المنطقة (الماشية، والجلود، والقهوة) من السلع الأساسية للاقتصاد الفنزويلي.

### الحرب الفيدرالية والمصير

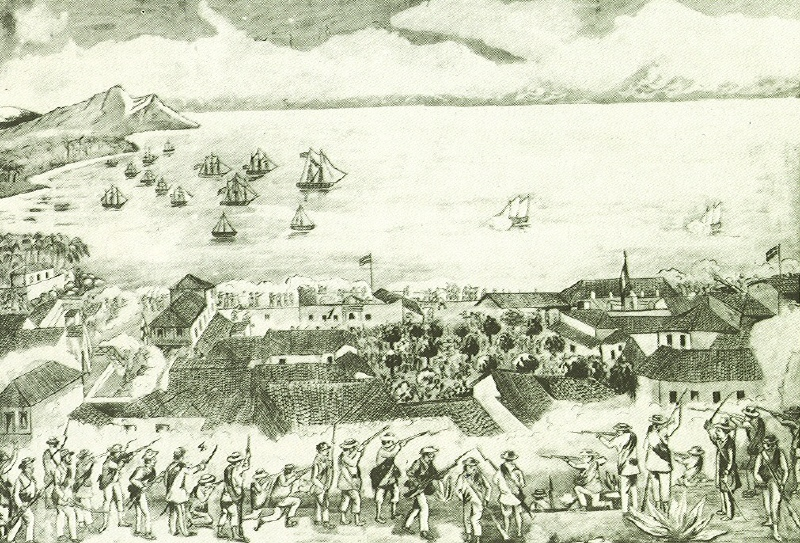
معركة مايكيتيا، خلال بداية الحرب الفيدرالية. 2 سبتمبر 1859

بعد ثلاثة أيام من استقالة خوسيه تاديو موناغاس، استولى جوليان كاسترو على الرئاسة في انقلاب.
أصبح كاسترو أول رئيس عسكري لم يقاتل في حرب الاستقلال. ولقد كان متأسسًا من الأوليغارشية في كاراكاس وفالنسيا وليس له تأثير كبير. وخلال فترة رئاسته، تكاثر الذئاب الطامحين في كاراكاس نفسها وقد نفاهم جميعًا. كان هذا هو ما أثار حرب أمراء الحرب العظمى، التي دعيت في التأريخ الفنزويلي بالحرب الفيدرالية، مع أن الفيدرالية لم تكن في ذهن هؤلاء الرجال. لم يكن كاسترو مؤهلًا سواء كرئيس أو كجندي وسلم السلطة إلى المدنيين من الأوليغارشية، الذين سرعان ما طغى عليهم التمرد في يانلوس الوسطى والغربية، مع القادة الفيدراليين بما في ذلك حزقيال زامورا.
تم استدعاء خوسيه أنطونيو بايث مدعومًا من المنفى في الولايات المتحدة، وحكم كديكتاتور من 1861-1863؛ ولكن لم يعد بإمكانه الحكم كقائد قوي واضطر إلى الاستسلام لزعيم الفدراليين خوان كريسوستومو فالكون.
وكانت نتيجة حرب أمراء الحرب أن المذهب الرسمي لفنزويلا تغير من «جمهورية» إلى «الولايات المتحدة الفنزويلية»، وهو اسم وطني لها، وكذلك شعار «الرب والاتحاد»، حتى غيره الديكتاتور ماركوس بيريز خيمينيز في منتصف القرن العشرين إلى «جمهورية».

## التقسيمات الإدارية

### 1830
1. آبوري
2. برشلونة
3. باريناس
4. كارابوبو
5. كاراكاس
6. كورو
7. كومانا
8. غوايانا
9. ماراكايبو
10. مارجريتا
11. ميريدا

### 1831
1. آبوري
2. برشلونة
3. باريناس
4. كارابوبو
5. كاراكاس
6. كورو
7. كومانا
8. غوايانا
9. ماراكايبو
10. مارجريتا
11. ميريدا
12. تروخيو

### 1832
1. آبوري
2. برشلونة
3. باريناس
4. باركيسيميتو
5. كارابوبو
6. كاراكاس
7. كورو
8. كومانا
9. غوايانا
10. ماراكايبو
11. مارجريتا
12. ميريدا
13. تروخيو

### 1856
1. أمازوناس
2. آبوري
3. آراغوا
4. برشلونة
5. باريناس
6. باركيسيميتو
7. كوخيديس
8. كارابوبو
9. كاراكاس
10. كورو
11. كومانا
12. جواركو
13. غوايانا
14. ماراكايبو
15. مارجريتا
16. ماتورين
17. ميريدا
18. بورتوغيزا
19. تاتشيرا
20. تروخيو
21. ياراكوي